# Якун Намнежич
Якун Намнежич — новогородський тисяцький у 1215—1220 роках (з перервами). Союзник боярської партії Твердислава.

## Життєпис
Про походження нічого невідомо. Перша письмовазгадка про Якуна Намнежича відноситься до 1215 року. На той час він вже обіймав посаду тисяцького. Ймовірно змінив тисяцького Якова. Того ж року очолювавпосольства разом з посадником Юрієм Іванковичем очолював посольство до князю Ярославу Всеволодовичу задля запрошення останнього на князювання в Новгороді.
Невдовзі Якуна Намнежича обмовили Федір Лазутінич і Івор Новоторжич. Князь Ярослав скликав віче, після якого розграбував двір Якуна, захопивши його дружину. Потім, згідно з літописом, Якун йде з посадником до князю, після чого князь велить схопити його сина Христофора. При цьому посадник Юрій Іванкович намагався захистити Якуна. Але відсутні згадки про втрату посади тисяцького.
У 1219 році Яку знову був тисяцьким (можливо залишався таким з 1215 року). В цьому ж році спільно з посадником Твердиславом змовився з князями Юрієм і його братом Ярославом не пропускати через свої володіння новгородця Семьюна Емінова, який з дружиною вирушив у похід в Тоймакари. У відповідь новгородське віче позбавило Якуна та Твердислава посад.
У 1220 року Якун Намнежич спільно з Твердиславом за підтримки бояр з Людиного кінця повернулися на свої попередні посади. Втім того ж року внаслідок дій князя Всеволода Мстиславича знову втратив посаду тисяцького. Подальша доля невідома.

## Родина
- Христофор